# Piero Nardi (Regisseur)
Piero Nardi (auch Pietro Nardi) ist ein italienischer Filmregisseur und Drehbuchautor.
Nardi legte 1990 mit Amore, non uccidermi sein Debüt nach eigenem Drehbuch vor, die Geschichte einer verletzlichen jungen Frau auf der Suche nach Liebe. 1992 folgte Eclisse totale, ein düsteres Porträt einer Familie sowie L'ultimo innocente. Die Filme liefen in nur äußerst geringer Kopienanzahl in den italienischen Kinos. Weitere Arbeiten Nardis sind nicht verzeichnet.

## Filmografie
- 1990: Amore, non uccidermi
- 1992: Eclisse totale
- 1992: L'ultimo innocente